# Nadeżda Georgiewa
Nadeżda Georgiewa, bułg. Надежда Георгиева (ur. 2 września 1961 w Gabrowie) – bułgarska lekkoatletka specjalizująca się w biegach sprinterskich, uczestniczka letnich igrzysk olimpijskich w Seulu (1988). 
Żona Taniu Kiriakowa, dwukrotnego mistrza olimpijskiego w strzelectwie sportowym.

## Sukcesy sportowe
- pięciokrotna mistrzyni Bułgarii w biegu na 100 metrów – 1982, 1983, 1984, 1989, 1991
- czterokrotna mistrzyni Bułgarii w biegu na 200 metrów – 1982, 1983, 1984, 1988[1]
- dwukrotna halowa mistrzyni Bułgarii w biegu na 100 metrów – 1988, 1990
- dwukrotna halowa mistrzyni Bułgarii w biegu na 200 metrów – 1982, 1990[2]

| Rok  | Miasto    | Zawody               | Konkurencja                           | Wynik                 |
| ---- | --------- | -------------------- | ------------------------------------- | --------------------- |
| 1982 | Ateny     | mistrzostwa Europy   | bieg na 100 m sztafeta 4 × 100 m      | 7. miejsce 4. miejsce |
| 1983 | Helsinki  | mistrzostwa świata   | sztafeta 4 × 100 metrów               | 4. miejsce            |
| 1984 | Praga     | zawody "Przyjaźń-84" | bieg na 100 metrów                    | 7. miejsce            |
| 1986 | Stuttgart | mistrzostwa Europy   | sztafeta 4 × 100 m                    | srebrny medal         |
| 1987 | Rzym      | mistrzostwa świata   | bieg na 200 m sztafeta 4 × 100 metrów | 8. miejsce 4. miejsce |
| 1988 | Seul      | igrzyska olimpijskie | sztafeta 4 × 100 m                    | 5. miejsce            |

## Rekordy życiowe
- bieg na 60 metrów (hala) – 7,21 – Sofia 21/02/1988
- bieg na 100 metrów – 11,09 – Sofia 04/06/1983
- bieg na 100 metrów (hala) – 12,28 – Sofia 22/12/1982 (rekord Bułgarii)[3]
- bieg na 200 metrów – 22.42 – Sofia 22/05/1983
- bieg na 200 metrów (hala) – 22,96 – Pireus 06/02/1988